# Chanda Rubin
Pour les articles homonymes, voir Rubin.
Chanda Rubin (née le 18 février 1976 à Lafayette en Louisiane) est une joueuse de tennis américaine, professionnelle de 1991 à 2006.
En janvier 1996, elle a atteint les demi-finales à l'Open d'Australie, battue par Monica Seles, sa meilleure performance en simple dans une épreuve du Grand Chelem. À l'occasion de ce tournoi, elle s'est imposée en double dames aux côtés d'Arantxa Sánchez.
6e mondiale le 8 avril 1996, elle est devenue la troisième Afro-Américaine à se hisser au sein du top 10, après Zina Garrison et Lori McNeil et avant les sœurs Williams. Au cours de sa carrière, elle compte des succès face à des adversaires des plus prestigieuses, notamment Arantxa Sánchez, Jennifer Capriati, Lindsay Davenport, Amélie Mauresmo, les Williams, Martina Hingis ou Justine Henin (toutes anciennes numéro un mondiales).
Chanda Rubin a remporté 17 titres sur le circuit WTA, dont sept en simple.

## Carrière tennistique

### Débuts sur le circuit WTA (1990-1993)
Chanda Rubin apparaît pour la première fois sur le circuit principal au tournoi de Miami en 1990, où elle franchit un tour de qualification. Invitée par les organisateurs de l'US Open, elle est battue par sa compatriote Caroline Kuhlman en deux sets. Elle poursuit le début d'année 1991 sur le circuit secondaire, le circuit ITF, avec de bonnes performances en battant notamment la n°26 mondiale, Susan Sloane. Invitée à Miami, elle passe deux tours, écrasant Manon Bollegraf 6-2 6-1 puis s’incline face à la n°4 mondiale Gabriela Sabatini. Elle enregistre alors une forte progression passant de 263e à 198e joueuse mondiale. Chanda peine à se sortir des qualifications des tournois suivants mais est à nouveau invitée à l'US Open où elle remporte son premier match en Grand Chelem, malheureusement elle est éliminée par Dominique Monami pourtant moins bien classée. Issue des qualifications, elle réalise la performance d'atteindre la finale à Scottsdale, battue par la n°23 mondiale Sabine Appelmans. Une performance qui la propulse dans le Top 100, n°74.
Éliminée au premier tour de l'Open d'Australie, elle ne parvient pas à rééditer sa performance dans l'an dernier à Miami, battue d'entrée. Elle est également battue dès le premier tour à Roland Garros et Wimbledon à cause de tirages difficiles. Elle sauve sa saison devant son public, à l'US Open où elle élimine Jessica Emmons (6-1 7-5), Nicole Bradtke (7-6 6-3), Katerina Maleeva (6-4 3-6 6-4) avant de s'incliner avec les honneurs face à Magdalena Maleeva (7-5 5-7 6-1).
En 1993, Chanda Rubin ne parvient pas à passer le cap supérieur mais s'offre quelques coups d'éclat comme un quart de finale à Hilton Head où elle bat la prometteuse Lindsay Davenport, ou une demi-finale à Birmingham en éliminant en chemin la tête de série n°2, Amanda Coetzer. Après un passage furtif dans le Top 50, elle finit la saison 69e mondiale.

### Éclosion au plus haut niveau (1994-1996)
Sa saison 1994 commence bien puisqu'elle élimine Katerina Maleeva et Amanda Coetzer à l'Open d'Australie avant d'être éliminée en huitième de finale par Conchita Martinez. Elle atteint la finale à Chicago, défaite par Natasha Zvereva, et les demi-finales à Delray-Beach, seulement stoppée par Arantxa Sanchez. Elle entre dans le Top 30 mondial. Elle rallie une nouvelle fois les demi-finales à Lucerne mais abandonne. Elle offre une belle résistance au premier tour de Roland Garros face à Davenport mais s'incline en trois sets, et ne franchira pas non plus un tour sur les autres tournois du Grand Chelem. Elle termine l'année avec comme performance une demi-finale à Québec.
Après une élimination précoce au deuxième tour de l'Open d'Australie, Chanda Rubin se rassure sur le circuit ITF en remportant le tournoi de Midland. Malgré des performances correctes, elle ne parvient pas à sauver les points acquis avant Roland Garros lors de la saison précédente. Elle réussit néanmoins un magnifique tour de force en sortant Jana Novotna au troisième tour de Roland Garros, puis se qualifie pour la première fois en quart de finale du tournoi, tombant face à la n°1 Arantxa Sanchez.Elle confirme tout de suite avec sa première finale de la saison sur le gazon d'Eastbourne, écartant facilement la tête de série n°1 Kimiko Date-Krumm (6-3 6-0) en quarts. Nathalie Tauziat l'empêche de soulever un premier trophée malgré le gain du premier set. Confiante avant Wimbledon, elle ne peut rien face à Anke Huber au troisième tour après avoir remporté le match féminin le plus long de l'histoire de Wimbledon (7-6 6-7 17-15) en 3h45. Chanda Rubin poursuit ses bonnes performances à Los Angeles en éliminant Sabatini en quarts puis Arantxa Sanchez en demi-finale. Elle remporte le premier set en finale, mais Conchita Martinez finit par s'imposer, retardant l'échéance pour l'américaine. Désormais 16e mondiale, elle atteint les huitièmes à l'US Open, battue par la n°1 mondiale, Steffi Graf. A Zurich, elle étrille l'étoile montante du tennis mondial, Martina Hingis mais est éliminée aux portes de la finale par Majoli qui l'éliminera au même stade à Filderstadt. Forte de ses récentes performances, elle est sélectionnée pour disputer la finale de la Fed Cup face à l'Espagne. Elle remporte un point contre Arantaxa Sanchez mais perd le second face à Conchita Martinez perdant la finale (3-2). Elle finit la saison 15e mondiale.
Chanda a très peu de points à défendre en début de saison. Elle entame l'Open d'Australie de façon difficile avec deux victoires en trois sets, puis écrase Laurence Courtois (6-0 6-2) puis Sabatini (6-2 6-4). Elle affronte Arantxa Sanchez en quarts. Elle vient à bout de l'espagnole après un match épique (6-2 4-6 16-14) qui est le match le plus long de l'histoire du tournoi en termes du nombre de jeux disputés pour un match féminin. Elle affronte alors la n°1, Monica Seles, en demi-finale. Malgré un tour précédent éprouvant, elle pousse l'américaine dans ses retranchements et perd dans l'ultime manche 7-5. Elle se qualifie également pour la finale du tournoi de Miami mais perd une cinquième finale de suite face à la nouvelle n°1 du circuit, Steffi Graf. Cette performance lui permet d'atteindre son meilleur classement en carrière, n°6. Malheureusement blessée, elle ne peut défendre ses chances à Roland Garros, Wimbledon et l'US Open, ne revenant qu'en novembre sur les courts.

### Un retour parmi les meilleures difficile (1997-1999)
Chanda Rubin semble retrouver ses repères à l'Open d'Australie avant de tomber contre Dominique Monami en huitième de finale, pourtant à sa portée. Elle se console rapidement au tournoi de Linz où elle remporte son premier tournoi WTA à l'aube de ses 23 ans en battant Novotna en demi-finale puis Karina Habsudova en finale (6-4 6-2). Elle ne parvient pas à reproduire la finale à Miami, battue (1-6 7-6 7-6) par Irina Spîrlea en huitième de finale. Régulièrement éliminée par des joueuses du Top 10, elle peine à réaliser de grosses performances comme à Roland Garros, battue par Conchita Martinez (6-3 6-0) au deuxième tour. Elle connait par la suite une période difficile avec de nombreuses éliminations sèches au premier tour dont Wimbledon face à la jeune Anna Kournikova (6-1 6-1) ou Tamarine Tanasugarn (6-4 6-0) au premier tour de l'US Open.
La saison 1998 ressemble à la saison précédente. Rubin ne parvient pas à passer un tour à l'Open d'Australie et enchaîne les déconvenues. Elle hérite d'un tableau favorable à Roland Garros avant d'être éliminé en huitième de finale par Monica Seles. Elle ne signera qu'une finale à Québec comme performance notoire cette saison.
L'année 1999 doit être l'année du retour au premier plan pour Chuba Rubin, elle commence l'année par un titre à Hobart en triomphant de Rita Grande (6-2 6-3) puis poursuit sa lancée par un huitième de finale à l'Open d'Australie, battue par Venus Williams. Elle réalise un excellent parcours à Indian Wells où elle bat en deux sets Conchita Martinez, Amanda Coetzer, mais surtout la n°1 mondiale Martina Hingis. Elle perd néanmoins face à une Steffi Graf en fin de carrière, en demi-finale. Elle rate l'occasion de signer une deuxième finale cette saison à Madrid, battue par Paola Suarez. Elle déçoit à Roland Garros et Wimbledon, peinant à retrouver son niveau d'il y a quelques saisons. Elle signera cependant une nouvelle finale à Québec, battue par Jennifer Capriati.

### Des performances minées par des blessures (2000-2002)
Chanda commence l'année par une finale à Hobart, un deuxième tour à l'Open d'Australie et une demi-finale à Tokyo où elle est battue par Martina Hingis. Elle confirme ses résultats encourageants à Indian Wells où elle perd face à Dementieva en quarts. Elle égale la meilleure performance de sa carrière à Roland Garros en atteignant les quarts, éliminant en chemin Nathalie Tauziat. Elle cède néanmoins face à Martina Hingis. Elle signe son retour dans le Top 20 mondial. Elle signe également un troisième tour à l'US Open avant de remporter le tournoi de Québec pour sa troisième participation en finale du tournoi.
Rubin signe un début de saison difficile et doit déclarer forfait à Roland Garros. Son retour sur gazon ne sera guère plus probant et elle finira la saison sans performance majeure.
L'Américaine ne signe son retour qu'en mai de l'année 2002 mais retrouve rapidement ses marques sur terre battue. Elle atteint la finale à Madrid, battue par Seles (6-4 6-2) puis élimine deux têtes de série à Roland Garros avant de chuter face à Venus Williams en huitième de finale. Elle remporte Eastbourne en juin, ne cédant que 14 jeux sur ses 4 derniers matchs. Elle élimine de nouveau deux têtes de série à Wimbledon avant de céder cette fois face à la cadette des sœurs Williams. Elle confirme à Los Angeles où elle remporte le tournoi en éliminant la n°1 mondiale, Serena Williams puis Jelena Dokic, n°5 mondiale, et Lindsay Davenport, n°9 mondiale, en finale. Elle conclut sa saison avec comme temps fort un huitième à l'US Open et une demi-finale à Linz.

## Palmarès

### Titres en simple dames
| No | Date       | Nom et lieu du tournoi              | Catégorie | Dotation  | Surface         | Finaliste             | Score          |          |
| -- | ---------- | ----------------------------------- | --------- | --------- | --------------- | --------------------- | -------------- | -------- |
| 1  | 03/02/1997 | EA-Generali Austrian Open, Linz     | Tier III  | 164 250 $ | Moquette (int.) | Karina Habšudová      | 6-4, 6-2       | Parcours |
| 2  | 11/01/1999 | ANZ Tasmanian Int’l, Hobart         | Tier IVb  | 110 000 $ | Dur (ext.)      | Rita Grande           | 6-2, 6-3       | Parcours |
| 3  | 30/10/2000 | Challenge Bell, Québec              | Tier III  | 170 000 $ | Moquette (int.) | Jennifer Capriati     | 6-4, 6-2       | Parcours |
| 4  | 17/06/2002 | Britannic Asset Champ’s, Eastbourne | Tier II   | 585 000 $ | Gazon (ext.)    | Anastasia Myskina     | 6-1, 6-3       | Parcours |
| 5  | 05/08/2002 | JPMorgan Chase Open, Los Angeles    | Tier II   | 585 000 $ | Dur (ext.)      | Lindsay Davenport     | 5-7, 7-65, 6-3 | Parcours |
| 6  | 19/05/2003 | Open de España 2012, Madrid         | Tier III  | 170 000 $ | Terre (ext.)    | María Antonia Sánchez | 6-4, 5-7, 6-4  | Parcours |
| 7  | 16/06/2003 | Hastings Direct Champ’s, Eastbourne | Tier II   | 585 000 $ | Gazon (ext.)    | Conchita Martínez     | 6-4, 3-6, 6-4  | Parcours |

### Finales en simple dames
| No | Date       | Nom et lieu du tournoi                       | Catégorie | Dotation    | Surface         | Vainqueure        | Score         |          |
| -- | ---------- | -------------------------------------------- | --------- | ----------- | --------------- | ----------------- | ------------- | -------- |
| 1  | 28/10/1991 | Arizona Classic, Scottsdale                  | Tier IV   | 150 000 $   | Dur (ext.)      | Sabine Appelmans  | 7-5, 6-1      | Parcours |
| 2  | 07/02/1994 | VS of Chicago, Chicago                       | Tier II   | 400 000 $   | Moquette (int.) | Natasha Zvereva   | 6-3, 7-5      | Parcours |
| 3  | 19/06/1995 | Direct Line Int’l Ladies Champ’s, Eastbourne | Tier II   | 430 000 $   | Gazon (ext.)    | Nathalie Tauziat  | 3-6, 6-0, 7-5 | Parcours |
| 4  | 07/08/1995 | Acura Classic, Manhattan Beach               | Tier II   | 430 000 $   | Dur (ext.)      | Conchita Martínez | 4-6, 6-1, 6-3 | Parcours |
| 5  | 21/03/1996 | The Lipton Champ’s, Miami                    | Tier I    | 1 550 000 $ | Dur (ext.)      | Steffi Graf       | 6-1, 6-3      | Parcours |
| 6  | 26/10/1998 | Challenge Bell, Québec                       | Tier III  | 164 250 $   | Moquette (int.) | Tara Snyder       | 4-6, 6-4, 7-6 | Parcours |
| 7  | 01/11/1999 | Challenge Bell, Québec                       | Tier III  | 180 000 $   | Moquette (int.) | Jennifer Capriati | 4-6, 6-1, 6-2 | Parcours |
| 8  | 10/01/2000 | ANZ Tasmanian Int’l, Hobart                  | Tier IVb  | 110 000 $   | Dur (ext.)      | Kim Clijsters     | 2-6, 6-2, 6-2 | Parcours |
| 9  | 20/05/2002 | Open de España, Madrid                       | Tier III  | 170 000 $   | Terre (ext.)    | Monica Seles      | 6-4, 6-2      | Parcours |
| 10 | 08/09/2003 | Wismilak International, Bali                 | Tier III  | 225 000 $   | Dur (ext.)      | Elena Dementieva  | 6-2, 6-1      | Parcours |
| 11 | 15/09/2003 | Polo Open, Shanghai                          | Tier II   | 585 000 $   | Dur (ext.)      | Elena Dementieva  | 6-3, 7-66     | Parcours |
| 12 | 20/10/2003 | SEAT Open, Luxembourg                        | Tier III  | 225 000 $   | Dur (int.)      | Kim Clijsters     | 6-2, 7-5      | Parcours |

### Titres en double dames
| No | Date       | Nom et lieu du tournoi                | Catégorie | Dotation    | Surface         | Partenaire      | Finalistes                           | Score         |          |
| -- | ---------- | ------------------------------------- | --------- | ----------- | --------------- | --------------- | ------------------------------------ | ------------- | -------- |
| 1  | 20/09/1993 | Nichirei Int’l Champs Tokyo           | Tier II   | 375 000 $   | Dur (ext.)      | Lisa Raymond    | Amanda Coetzer Linda Wild            | 6-4, 6-1      | Parcours |
| 2  | 10/01/1994 | Tasmanian Int’l Hobart                | Tier IV   | 100 000 $   | Dur (ext.)      | Linda Wild      | Jenny Byrne Rachel McQuillan         | 7-5, 4-6, 7-6 | Parcours |
| 3  | 08/05/1995 | Prague Open Prague                    | Tier IV   | 107 500 $   | Terre (ext.)    | Linda Wild      | Maria Lindström Maria Strandlund     | 6-7, 6-3, 6-2 | Parcours |
| 4  | 15/01/1996 | Ford Australian Open Melbourne        | G. Chelem | 3 970 600 $ | Dur (ext.)      | Arantxa Sánchez | Lindsay Davenport Mary Joe Fernández | 7-5, 2-6, 6-4 | Parcours |
| 5  | 19/02/1996 | IGA Tennis Classic Oklahoma City      | Tier III  | 164 250 $   | Dur (int.)      | Brenda Schultz  | Katrina Adams Debbie Graham          | 6-4, 6-3      | Parcours |
| 6  | 08/03/1996 | State Farm Evert Cup Indian Wells     | Tier II   | 550 000 $   | Dur (ext.)      | Brenda Schultz  | Julie Halard Nathalie Tauziat        | 6-1, 6-4      | Parcours |
| 7  | 08/04/1996 | Bausch & Lomb Champ’s Amelia Island   | Tier II   | 450 000 $   | Terre (ext.)    | Arantxa Sánchez | Meredith McGrath Larisa Neiland      | 6-1, 6-1      | Parcours |
| 8  | 04/10/1999 | Porsche Tennis Grand Prix Filderstadt | Tier II   | 520 000 $   | Dur (int.)      | Sandrine Testud | Larisa Neiland Arantxa Sánchez       | 6-3, 6-4      | Parcours |
| 9  | 24/07/2000 | Bank of the West Classic Stanford     | Tier II   | 535 000 $   | Dur (ext.)      | Sandrine Testud | Cara Black Amy Frazier               | 6-4, 6-4      | Parcours |
| 10 | 16/10/2000 | Generali Open Linz                    | Tier II   | 535 000 $   | Moquette (int.) | Amélie Mauresmo | Ai Sugiyama Nathalie Tauziat         | 6-4, 6-4      | Parcours |

### Finales en double dames
| No | Date       | Nom et lieu du tournoi             | Catégorie | Dotation    | Surface         | Vainqueures                    | Partenaire      | Score         |          |
| -- | ---------- | ---------------------------------- | --------- | ----------- | --------------- | ------------------------------ | --------------- | ------------- | -------- |
| 1  | 31/10/1994 | Challenge Bell Québec              | Tier III  | 150 000 $   | Moquette (int.) | Elna Reinach Nathalie Tauziat  | Linda Wild      | 6-4, 6-3      | Parcours |
| 2  | 02/10/1995 | European Indoors Zurich            | Tier I    | 806 250 $   | Moquette (int.) | Nicole Arendt Manon Bollegraf  | Caroline Vis    | 6-4, 6-7, 6-4 | Parcours |
| 3  | 15/09/1997 | Toyota Princess Cup Tokyo          | Tier II   | 450 000 $   | Dur (ext.)      | Monica Seles Ai Sugiyama       | Julie Halard    | 6-1, 6-0      | Parcours |
| 4  | 26/10/1998 | Challenge Bell Québec              | Tier III  | 164 250 $   | Moquette (int.) | Lori McNeil Kimberly Po        | Sandrine Testud | 6-7, 7-5, 6-4 | Parcours |
| 5  | 30/08/1999 | US Open Flushing Meadows           | G. Chelem | 6 235 000 $ | Dur (ext.)      | Serena Williams Venus Williams | Sandrine Testud | 4-6, 6-1, 6-4 | Parcours |
| 6  | 08/11/1999 | Advanta Championships Philadelphie | Tier II   | 520 000 $   | Moquette (int.) | Lisa Raymond Rennae Stubbs     | Sandrine Testud | 6-1, 7-6      | Parcours |
| 7  | 22/10/2001 | Generali Ladies Linz               | Tier II   | 565 000 $   | Moquette (int.) | Jelena Dokić Nadia Petrova     | Els Callens     | 6-1, 6-4      | Parcours |

### Titre en double mixte
| No | Date       | Nom et lieu du tournoi      | Catégorie | Dotation    | Surface    | Partenaire       | Finalistes                    | Score        |          |
| -- | ---------- | --------------------------- | --------- | ----------- | ---------- | ---------------- | ----------------------------- | ------------ | -------- |
| 1  | 29/12/1996 | Hyundai Hopman Cup IX Perth | ITF       | 800 000 AU$ | Dur (int.) | Justin Gimelstob | Amanda Coetzer Wayne Ferreira | 2 matchs à 1 | Parcours |

## Parcours en Grand Chelem

### En simple dames
| Année | Open d'Australie | Open d'Australie  | Internationaux de France                           | Internationaux de France                             | Wimbledon       | Wimbledon         | US Open         | US Open             |
| ----- | ---------------- | ----------------- | -------------------------------------------------- | ---------------------------------------------------- | --------------- | ----------------- | --------------- | ------------------- |
| 1990  | -                | -                 | -                                                  | -                                                    | -               | -                 | 1er tour (1/64) | Caroline Kuhlman    |
| 1991  | -                | -                 | Q2 \|\| style="text-align:left" \| Miriam Oremans  | Q1 \|\| style="text-align:left" \| Claudine Toleafoa | 2e tour (1/32)  | Dominique Monami  |                 |                     |
| 1992  | 1er tour (1/64)  | Rosalyn Fairbank  | 1er tour (1/64)                                    | Brenda Schultz                                       | 1er tour (1/64) | Jennifer Capriati | 4e tour (1/8)   | Magdalena Maleeva   |
| 1993  | 1er tour (1/64)  | Gabriela Sabatini | -                                                  | -                                                    | 2e tour (1/32)  | Brenda Schultz    | 3e tour (1/16)  | Arantxa Sánchez     |
| 1994  | 4e tour (1/8)    | Conchita Martínez | 1er tour (1/64)                                    | Lindsay Davenport                                    | 1er tour (1/64) | Louise Field      | 1er tour (1/64) | Magdalena Maleeva   |
| 1995  | 2e tour (1/32)   | Meike Babel       | 1/4 de finale                                      | Arantxa Sánchez                                      | 3e tour (1/16)  | Anke Huber        | 4e tour (1/8)   | Steffi Graf         |
| 1996  | 1/2 finale       | Monica Seles      | -                                                  | -                                                    | -               | -                 | -               | -                   |
| 1997  | 4e tour (1/8)    | Dominique Monami  | 2e tour (1/32)                                     | Conchita Martínez                                    | 1er tour (1/64) | Anna Kournikova   | 1er tour (1/64) | Tamarine Tanasugarn |
| 1998  | 1er tour (1/64)  | Jana Nejedly      | 4e tour (1/8)                                      | Monica Seles                                         | 3e tour (1/16)  | Venus Williams    | 2e tour (1/32)  | Henrieta Nagyová    |
| 1999  | 4e tour (1/8)    | Venus Williams    | 2e tour (1/32)                                     | Silvija Talaja                                       | 1er tour (1/64) | Kristie Boogert   | 1er tour (1/64) | Conchita Martínez   |
| 2000  | 2e tour (1/32)   | Sabine Appelmans  | 1/4 de finale                                      | Martina Hingis                                       | 1er tour (1/64) | Nathalie Dechy    | 3e tour (1/16)  | Monica Seles        |
| 2001  | 1er tour (1/64)  | Janette Husárová  | -                                                  | -                                                    | 1er tour (1/64) | Barbara Schwartz  | 3e tour (1/16)  | Amélie Mauresmo     |
| 2002  | -                | -                 | 4e tour (1/8)                                      | Venus Williams                                       | 4e tour (1/8)   | Serena Williams   | 4e tour (1/8)   | Venus Williams      |
| 2003  | 4e tour (1/8)    | Anastasia Myskina | 1/4 de finale                                      | Justine Henin                                        | 3e tour (1/16)  | Silvia Farina     | 1er tour (1/64) | María Vento         |
| 2004  | 4e tour (1/8)    | Anastasia Myskina | -                                                  | -                                                    | 1er tour (1/64) | Marion Bartoli    | 3e tour (1/16)  | Venus Williams      |
| 2005  | —                | —                 | Q1 \|\| style="text-align:left" \| Bethanie Mattek | —                                                    | —               | —                 | —               |                     |
| 2006  | -                | -                 | -                                                  | -                                                    | -               | -                 | 1er tour (1/64) | Nicole Vaidišová    |

À droite du résultat, l’ultime adversaire.

### En double dames
| Année | Open d'Australie              | Open d'Australie           | Internationaux de France      | Internationaux de France   | Wimbledon                     | Wimbledon                  | US Open                      | US Open                    |
| ----- | ----------------------------- | -------------------------- | ----------------------------- | -------------------------- | ----------------------------- | -------------------------- | ---------------------------- | -------------------------- |
| 1992  | -                             | -                          | -                             | -                          | -                             | -                          | 1er tour (1/32) L. Davenport | C. MacGregor Kimberly Po   |
| 1993  | 3e tour (1/8) L. Davenport    | L. Neiland Jana Novotná    | -                             | -                          | 2e tour (1/16) L. Davenport   | MJ Fernández Zina Garrison | 1er tour (1/32) R. Fairbank  | E. Maniokova Leila Meskhi  |
| 1994  | 2e tour (1/16) Linda Wild     | Laura Golarsa N. Medvedeva | 1er tour (1/32) Linda Wild    | Anke Huber M. Oremans      | 1/4 de finale Linda Wild      | G. Fernández N. Zvereva    | 1er tour (1/32) Linda Wild   | Nicole Arendt K. Radford   |
| 1995  | 3e tour (1/8) Linda Wild      | Patty Fendick MJ Fernández | 2e tour (1/16) Linda Wild     | M. McGrath L. Neiland      | 2e tour (1/16) Linda Wild     | S. Cecchini I. Demongeot   | 1/4 de finale Pam Shriver    | G. Fernández N. Zvereva    |
| 1996  | Victoire A. Sánchez           | L. Davenport MJ Fernández  | -                             | -                          | -                             | -                          | -                            | -                          |
| 1997  | 3e tour (1/8) B. Schultz      | V. Ruano Paola Suárez      | 2e tour (1/16) B. Schultz     | H. Nagyová P. Schnyder     | 3e tour (1/8) B. Schultz      | M. Hingis A. Sánchez       | 1er tour (1/32) B. Schultz   | S. Jeyaseelan Rene Simpson |
| 1998  | 1er tour (1/32) Helena Suková | T. Musgrave Julie Pullin   | 1er tour (1/32) Åsa Svensson  | M. Grzybowska A. Sidot     | 3e tour (1/8) Lori McNeil     | M. de Swardt Debbie Graham | 3e tour (1/8) Irina Spîrlea  | B. Schett P. Schnyder      |
| 1999  | 1er tour (1/32) S. Testud     | A. Coetzer Jessica Steck   | 1er tour (1/32) Katrina Adams | L. Davenport Mary Pierce   | 1er tour (1/32) Katrina Adams | Els Callens Julie Halard   | Finale S. Testud             | S. Williams V. Williams    |
| 2000  | 2e tour (1/16) S. Testud      | F. Labat T. Tanasugarn     | 3e tour (1/8) S. Testud       | Liezel Huber L. Montalvo   | 3e tour (1/8) S. Testud       | K. Boogert M. Oremans      | 1/4 de finale S. Testud      | S. Williams V. Williams    |
| 2001  | -                             | -                          | -                             | -                          | -                             | -                          | 1/4 de finale Els Callens    | Kimberly Po N. Tauziat     |
| 2002  | -                             | -                          | 1er tour (1/32) Els Callens   | Nicole Arendt Liezel Huber | 1/2 finale A. Kournikova      | S. Williams V. Williams    | 3e tour (1/8) N. Zvereva     | M. Hingis A. Kournikova    |
| 2003  | 3e tour (1/8) A. Kournikova   | C. Martínez Nadia Petrova  | 1/2 finale D. Hantuchová      | V. Ruano Paola Suárez      | 2e tour (1/16) D. Hantuchová  | Dája Bedáňová R. Voráčová  | 3e tour (1/8) D. Hantuchová  | J. Husárová C. Martínez    |

Sous le résultat, la partenaire ; à droite, l’ultime équipe adverse.

### En double mixte
| Année | Open d'Australie | Open d'Australie | Internationaux de France | Internationaux de France | Wimbledon                    | Wimbledon                 | US Open                      | US Open                  |
| ----- | ---------------- | ---------------- | ------------------------ | ------------------------ | ---------------------------- | ------------------------- | ---------------------------- | ------------------------ |
| 1993  | -                | -                | -                        | -                        | -                            | -                         | 2e tour (1/8) Brian MacPhie  | Navrátilová M. Woodforde |
| 1994  | -                | -                | -                        | -                        | 2e tour (1/16) Bret Garnett  | L. Neiland A. Olhovskiy   | -                            | -                        |
| 1995  | -                | -                | -                        | -                        | -                            | -                         | 1/2 finale Brian MacPhie     | G. Fernández Cyril Suk   |
| 1997  | -                | -                | -                        | -                        | 2e tour (1/16) J. Gimelstob  | Helena Suková Cyril Suk   | 1er tour (1/16) J. Gimelstob | G. Fernández E. Ferreira |
| 2001  | -                | -                | -                        | -                        | 1er tour (1/32) Jeff Coetzee | Jelena Dokić Jeff Tarango | -                            | -                        |
| 2003  | -                | -                | -                        | -                        | -                            | -                         | 1er tour (1/16) J. Björkman  | Shaughnessy Rick Leach   |
| 2004  | -                | -                | -                        | -                        | -                            | -                         | 2e tour (1/8) S. Humphries   | V. Zvonareva Bob Bryan   |

Sous le résultat, le partenaire ; à droite, l’ultime équipe adverse.

## Parcours aux Masters

### En simple dames
| # | Date       | Nom de l'édition                          | ($)       | Surface         | Résultat               | Ultime adversaire  | Score         |          |
| - | ---------- | ----------------------------------------- | --------- | --------------- | ---------------------- | ------------------ | ------------- | -------- |
| 1 | 13/11/1995 | WTA Tour Championships New York           | 2 000 000 | Moquette (int.) | 1er tour (1/8)         | Mary Joe Fernández | 3-6, 6-2, 6-3 | Parcours |
| 2 | 13/11/2000 | Chase Championships New York              | 2 000 000 | Moquette (int.) | 1er tour (1/8)         | Amanda Coetzer     | 6-2, 6-1      | Parcours |
| 3 | 04/11/2002 | Home Depot Championships Los Angeles      | 3 000 000 | Dur (int.)      | 1er tour (1/8)         | Kim Clijsters      | 6-1, 6-2      | Parcours |
| 4 | 03/11/2003 | Tour Championships by Porsche Los Angeles | 3 000 000 | Dur (int.)      | Round Robin (victoire) | Amélie Mauresmo    | 4-6, 6-4, 6-2 | Parcours |
| 4 | 03/11/2003 | Tour Championships by Porsche Los Angeles | 3 000 000 | Dur (int.)      | Round Robin (défaite)  | Kim Clijsters      | 6-4, 6-4      | Parcours |
| 4 | 03/11/2003 | Tour Championships by Porsche Los Angeles | 3 000 000 | Dur (int.)      | Round Robin (défaite)  | Elena Dementieva   | 4-6, 7-5, 6-1 | Parcours |

## Parcours aux Jeux olympiques

### En simple dames
| # | Date       | Nom de l'olympiade           | Surface    | Résultat      | Ultime adversaire | Score    |          |
| - | ---------- | ---------------------------- | ---------- | ------------- | ----------------- | -------- | -------- |
| 1 | 15/08/2004 | Olympic Tennis Event Athènes | Dur (ext.) | 3e tour (1/8) | Amélie Mauresmo   | 6-3, 6-1 | Parcours |

### En double dames
| # | Date       | Nom de l'olympiade           | Surface    | Résultat        | Partenaire     | Ultimes adversaires  | Score         |          |
| - | ---------- | ---------------------------- | ---------- | --------------- | -------------- | -------------------- | ------------- | -------- |
| 1 | 15/08/2004 | Olympic Tennis Event Athènes | Dur (ext.) | 1er tour (1/16) | Venus Williams | Li Ting Sun Tiantian | 7-5, 1-6, 6-3 | Parcours |

## Parcours en Fed Cup
| #                                                                     | Date       | Lieu       | Surface         | Gagnante(s)               | Perdante(s)               | Score           |          |
|                                                                       |            |            |                 |                           |                           |                 |          |
| 1995 - Finale (groupe mondial) - Espagne - États-Unis - 3 : 2         |            |            |                 |                           |                           |                 |          |
| 1                                                                     | 25/11/1995 | Valence    | Terre (ext.)    | Conchita Martínez         | Chanda Rubin              | 7-5, 7-63       | Parcours |
| 1                                                                     | 25/11/1995 | Valence    | Terre (ext.)    | Chanda Rubin              | Arantxa Sánchez           | 1-6, 6-4, 6-4   | Parcours |
|                                                                       |            |            |                 |                           |                           |                 |          |
| 1997 - 1/4 de finale (groupe mondial) - Pays-Bas - États-Unis - 3 : 2 |            |            |                 |                           |                           |                 |          |
| 2                                                                     | 01/03/1997 | Haarlem    | Moquette (int.) | Chanda Rubin              | Brenda Schultz            | 4-6, 6-4, 6-3   | Parcours |
| 2                                                                     | 01/03/1997 | Haarlem    | Moquette (int.) | Miriam Oremans            | Chanda Rubin              | 6-3, 6-0        | Parcours |
|                                                                       |            |            |                 |                           |                           |                 |          |
| 1999 - 1/4 de finale (groupe mondial) - États-Unis - Croatie - 5 : 0  |            |            |                 |                           |                           |                 |          |
| 3                                                                     | 17/04/1999 | Raleigh    | Terre (ext.)    | Chanda Rubin              | Iva Majoli                | 7-65, 4-6, 10-8 | Parcours |
| 3                                                                     | 17/04/1999 | Raleigh    | Terre (ext.)    | Chanda Rubin              | Silvija Talaja            | 6-3, 6-4        | Parcours |
| 3                                                                     | 17/04/1999 | Raleigh    | Terre (ext.)    | Chanda Rubin Monica Seles | Iva Majoli Silvija Talaja | 6-3, 6-2        | Parcours |
|                                                                       |            |            |                 |                           |                           |                 |          |
| 2003 - 1/4 de finale (groupe mondial) - États-Unis - Italie - 5 : 0   |            |            |                 |                           |                           |                 |          |
| 4                                                                     | 19/07/2003 | Washington | Dur (ext.)      | Chanda Rubin              | Rita Grande               | 6-3, 6-3        | Parcours |
| 4                                                                     | 19/07/2003 | Washington | Dur (ext.)      | Chanda Rubin              | Francesca Schiavone       | 5-7, 6-4, 6-0   | Parcours |
|                                                                       |            |            |                 |                           |                           |                 |          |
| 2004 - 1/4 de finale (groupe mondial) - Autriche - États-Unis - 4 : 1 |            |            |                 |                           |                           |                 |          |
| 5                                                                     | 10/07/2004 | Innsbruck  | Terre (ext.)    | Chanda Rubin              | Barbara Schwartz          | 6-1, 5-7, 6-4   | Parcours |
| 5                                                                     | 10/07/2004 | Innsbruck  | Terre (ext.)    | Barbara Schett            | Chanda Rubin              | 6-3, 6-2        | Parcours |

## Classements WTA en fin de saison

### En simple
| Année | 1990 | 1991 | 1992 | 1993 | 1994 | 1995 | 1996 | 1997 | 1998 | 1999 | 2000 | 2001 | 2002 | 2003 | 2004 | 2005 | 2006 |
| Rang  | 521  | 83   | 83   | 69   | 23   | 15   | 17   | 30   | 34   | 22   | 13   | 54   | 13   | 9    | 53   | 546  | 481  |

Source : (en) « Classements de Chanda Rubin », sur le site officiel du WTA Tour

### En double
| Année | 1991 | 1992 | 1993 | 1994 | 1995 | 1996 | 1997 | 1998 | 1999 | 2000 | 2001 | 2002 | 2003 |
| Rang  | 348  | 85   | 48   | 54   | 33   | 16   | 27   | 30   | 22   | 22   | 71   | 32   | 34   |

Source : (en) « Classements de Chanda Rubin », sur le site officiel du WTA Tour